# Asociación de baloncesto de Samoa Americana
La ASBA (siglas en inglés de la American Samoa Basketball Association: Asociación de Baloncesto de Samoa Americana) es el organismo que rige las competiciones de clubes y la Selección nacional de Samoa Americana. Pertenece a la asociación continental FIBA Oceanía.

## RankingFIBA
| Po. | País | País            | Puntos |
| --- | ---- | --------------- | ------ |
| 83  |      | Samoa Americana | 0.0    |

## Clubes de Primera División (Masculino)
- A.S.C.C.
- C.B. Auto
- C.B.T. Lakers
- Fagatogo Blues
- Haleck's F.S.
- Imo Blazers
- Marist Crusaders
- Oxford Pacific
- Pacific Cellular
- Powerade
- Sampac

## Clubes de Primera División (Femenino)
- Fagaitua Vikings
- Leone Lions
- Nuuali Voc. Tech Wildcats
- Samoang Sharks
- Tafuna Warriors